# Episodi de L'amica geniale (seconda stagione)

Immagine dalla sigla della seconda stagione.

La seconda stagione della serie televisiva L'amica geniale (My Brilliant Friend in inglese), sottotitolata Storia del nuovo cognome (The Story of a New Name in inglese) come l'omonimo romanzo da cui è tratta e composta da otto episodi, è stata trasmessa in prima visione assoluta in Italia su Rai 1 dal 10 febbraio al 2 marzo 2020, in lingua originale sottotitolata in italiano (solo per le parti in napoletano).
Negli Stati Uniti la stagione è stata trasmessa sul canale via cavo HBO dal 16 marzo al 4 maggio 2020, in lingua originale sottotitolata in inglese.
Il cast principale di questa stagione è formato da Margherita Mazzucco, Gaia Girace, Giovanni Amura, Gennaro De Stefano, Francesco Serpico, Alessio Gallo, Valentina Acca, Antonio Buonanno, Anna Rita Vitolo, Luca Gallone, Federica Sollazzo, Clotilde Sabatino, Ulrike Migliaresi, Christian Giroso, Eduardo Scarpetta, Giovanni Buselli, Dora Romano, Imma Villa, Giovanni Cannata, Francesco Russo, Nunzia Schiano, Bruno Orlando, Daria Deflorian, Matteo Cecchi. Alba Rohrwacher narra le vicende dal punto di vista di Elena Greco da adulta.
| nº | Titolo originale | Titolo inglese       | Prima TV Italia  | Prima TV USA   |
| -- | ---------------- | -------------------- | ---------------- | -------------- |
| 1  | Il nuovo cognome | The New Name         | 10 febbraio 2020 | 16 marzo 2020  |
| 2  | Il corpo         | The Body             | 10 febbraio 2020 | 23 marzo 2020  |
| 3  | Scancellare      | Erasure              | 17 febbraio 2020 | 30 marzo 2020  |
| 4  | Il bacio         | The Kiss             | 17 febbraio 2020 | 6 aprile 2020  |
| 5  | Il tradimento    | The Betrayal         | 24 febbraio 2020 | 13 aprile 2020 |
| 6  | La rabbia        | Rage                 | 24 febbraio 2020 | 20 aprile 2020 |
| 7  | I fantasmi       | The Secret Notebooks | 2 marzo 2020     | 27 aprile 2020 |
| 8  | La fata blu      | The Blue Fairy       | 2 marzo 2020     | 4 maggio 2020  |

## Il nuovo cognome
- Titolo inglese: The New Name
- Diretto da: Saverio Costanzo
- Scritto da: Elena Ferrante, Francesco Piccolo, Laura Paolucci e Saverio Costanzo

### Trama
Dopo essersi sposata con Stefano Carracci, Lila scopre, durante la luna di miele ad Amalfi, la vera faccia del marito: un giovane disposto anche a piegarsi a chi "comanda" nel rione pur di arricchirsi ed espandere la sua attività, dopo aver saputo, per sua stessa ammissione, che anche il fratello Rino ha accettato soldi dai Solara per aprire il nuovo calzaturificio, tutto all'oscuro di Lila.
Nonostante Lila non accetti la situazione e provi in ogni modo a ribellarsi (invece di stare ai rigidi dettami riservati alle donne, ossia di essere pacifica e accondiscendente), viene comunque costretta a subire gli abusi sessuali e le violenze domestiche del marito, diventando ufficialmente la "signora Carracci" a soli 16 anni. 
Nel frattempo Elena, che inizialmente avrebbe voluto abbandonare la scuola, cambia idea quando, incoraggiata da Nino Sarratore, rientra al liceo con gli altri. Intanto viene a sapere che Antonio Cappuccio ed Enzo Scanno hanno ricevuto la chiamata alla leva obbligatoria. Antonio è disperato: deve partire nonostante sia figlio di madre vedova e se parte non può mantenere la sua famiglia, che conta solo sul suo stipendio da meccanico. Ada e Pasquale Peluso chiedono a Elena di stare vicino ad Antonio. Per aiutarlo, Elena chiede aiuto a Lila per impedire la partenza di Antonio per il militare, così optano per l'unica cosa possibile: rivolgersi ai Solara.
- Altri interpreti: Ciro Alario (giocatore Bar Solara), Andrea Battimiello (ragazzo basso autobus), Matteo Castaldo (Peppe Greco, 12 anni), Agostino Chiummariello (concierge Amalfi), Fabiana Ciancio (condomina), Francesco Coraggio (quarto figlio Cerullo), Antonella Corsale (condomina), Fabrizio Cottone (Alfonso Carracci), Miriam D'Angelo (Marisa Sarratore), Pina Di Gennaro (Melina Cappuccio), Antonio Di Nota (giocatore Bar Solara), Giuseppe Donnarumma (terzo figlio Cerullo), Elvis Esposito (Marcello Solara), Sarah Falanga (Maria Carracci), Cristina Fraticola (Elisa Greco, 9 anni), Giorgia Gargano (Nadia Galiani), Giuseppe Gavazzi (giocatore Bar Solara), Raffaele Nocerino (Gianni Greco, 11 anni), Riccardo Palmieri (Gino), Francesca Pezzella (Carmela Peluso), Matteo Taurino (terzo figlio Cappuccio), Simona Volpe (proprietaria della merceria), Ilenia Zanfardino (quarta figlia Cappuccio).
- Ascolti Italia: telespettatori 7 099 000 – share 27,97%[3].
- Ascolti USA: telespettatori 148 000 – rating 18-49 anni 0,02%[4].

## Il corpo
- Titolo inglese: The Body
- Diretto da: Saverio Costanzo
- Scritto da: Elena Ferrante, Francesco Piccolo, Laura Paolucci e Saverio Costanzo

### Trama
Mentre Stefano cerca di aprire un negozio di scarpe nel centro di Napoli sotto il naso di Lila, Elena insieme all'amica si rivolge ai Solara per aiutare Antonio ad evitare di partire per il militare. Ciò provoca enorme disappunto di Stefano (che picchia nuovamente Lila), nonché di Antonio che, sentendosi umiliato, decide di interrompere il fidanzamento con Elena. Nel frattempo Lila, dopo una visita medica, scopre di essere incinta dallo stupro di Stefano.
- Altri interpreti: Ciro Alario (giocatore Bar Solara), Valentina Arena (Jolanda), Matteo Castaldo (Peppe Greco, 12 anni), Grazia Chianese (figlia grande di Jolanda), Antonella Corsale (condomina), Fabrizio Cottone (Alfonso Carracci), Miriam D'Angelo (Marisa Sarratore), Chiara Di Costanzo (condomina), Antonio Di Nota (giocatore Bar Solara), Elvis Esposito (Marcello Solara), Cristina Fraticola (Elisa Greco, 9 anni), Giorgia Gargano (Nadia Galiani), Giuseppe Gavazzi (giocatore Bar Solara), Rosaria Langellotto (Gigliola Spagnuolo), Antonio Milo (Silvio Solara), Silvio Monetti (medico di famiglia Oliviero), Raffaele Nocerino (Gianni Greco, 11 anni), Simona Volpe (proprietaria della merceria), Lia Zinno (Giuseppina Peluso).
- Ascolti Italia: telespettatori 6 452 000 – share 32%[3].
- Ascolti USA: telespettatori 147 000 – rating 18-49 anni 0,02%[5].

## Scancellare
- Titolo inglese: Erasure
- Diretto da: Saverio Costanzo
- Scritto da: Elena Ferrante, Francesco Piccolo, Laura Paolucci e Saverio Costanzo

### Trama
I Carracci fanno i preparativi per l'inaugurazione della nuova salumeria, mentre Lila lavora faticosamente, noncurante della sua gravidanza. Un giorno, per volontà di Stefano, viene appesa al muro del nuovo calzaturificio la fotografia di Lila in abito da sposa, ma lei, con l'aiuto di Elena, la stravolge totalmente con ritagli e carta di giornale, una scelta decisamente stravagante per tutti, ma che le fa guadagnare numerosi complimenti da Michele Solara e un articolo sul giornale di Donato Sarratore, che però parla del quadro in modo dispregiativo. Nel frattempo, Lila ha un aborto spontaneo. Elena viene invitata a una festa a casa della professoressa Galiani (dove incontra Nino con la fidanzata Nadia, figlia della professoressa) e chiede a Lila di accompagnarla, ma una volta arrivate Lila si sente a disagio, realizzando di sentirsi fuori luogo in quell'ambiente di gente colta e sensibile alle problematiche sociali, a causa del suo troppo precoce abbandono scolastico. A ritorno della festa reagisce burlandosi di Elena e della sua compagnia.
- Altri interpreti: Maria Ambrosino (prima cliente salumeria), Consiglia Aprovidolo (condomina), Mario Aterrano (operaio), Lucia Barra (quarta cliente salumeria), Giuseppe Brunetti (amico di Armando), Mario Cappuccio (libraio), Marisa Carluccio (terza cliente salumeria), Matteo Castaldo (Peppe Greco, 12 anni), Anna Cerchia (condomina), Valentina Ceriello (condomina), Fabiana Ciancio (condomina), Antonella Corsale (condomina), Fabrizio Cottone (Alfonso Carracci), Evelina De Felice (condomina), Corrado Del Gaudio (amico di Armando), Chiara Di Costanzo (condomina), Pina Di Gennaro (Melina Cappuccio), Loredana Di Martino (condomina), Chiara Di Nuzzo (ragazza alla festa dei Galiani), Elvis Esposito (Marcello Solara), Sarah Falanga (Maria Carracci), Antonella Formisano (ragazza alla festa dei Galiani), Cristina Fraticola (Elisa Greco, 9 anni), Giorgia Gargano (Nadia Galiani), Rosaria Langellotto (Gigliola Spagnuolo), Stefano Mammato (amico di Armando), Davide Mazzella (operaio), Raffaele Nocerino (Gianni Greco, 11 anni), Riccardo Palmieri (Gino), Francesca Pezzella (Carmela Peluso), Laura Ranchetti (ragazza alla festa dei Galiani), Colomba Trombetta (seconda cliente salumeria), Lia Zinno (Giuseppina Peluso).
- Ascolti Italia: telespettatori 6 842 000 – share 26,08%[6].
- Ascolti USA: telespettatori 120 000 – rating 18-49 anni 0,01%[7].

## Il bacio
- Titolo inglese: The Kiss
- Diretto da: Alice Rohrwacher
- Scritto da: Elena Ferrante, Francesco Piccolo, Laura Paolucci e Saverio Costanzo

### Trama
Una mattina Nino Sarratore, incrociando Elena sotto casa, la invita ad andare a trovarlo a Ischia, dove lui andrà a soggiornare per le vacanze estive. Alla notizia della gravidanza di Pinuccia, incinta di Rino, si organizza in fretta il matrimonio, a cui partecipa anche Elena, ma accade un episodio spiacevole in cui Lila ha un attrito con la famiglia della sposa: ciò alimenta le strane voci su di lei, secondo le quali sarebbe una strega dotata di misteriose forze negative.
Così il medico consiglia a Stefano di far trascorrere a Lila i mesi estivi al mare, in modo da poter avere maggiori possibilità di restare incinta. Al mare andranno Lila, sua madre Nunzia e Pinuccia, già in stato di gravidanza avanzato. Elena, avendo saputo che Nino Sarratore trascorrerà le vacanze estive a Ischia, convince Lila ad affittare una casetta sull'isola, di modo da poter incontrare il ragazzo che ama. Lila accetta di buon grado volendo a tutti i costi che l'amica vada con lei per tenerle compagnia, e così Elena si licenzia dal lavoro in libreria e parte con l'amica.
La vacanza però avrà risvolti inaspettati: le tre ragazze trascorrono le lunghe giornate al mare, finalmente tra giochi, divertimento e amicizia, in compagnia di Nino Sarratore e il suo amico Bruno Soccavo, figlio di imprenditori napoletani, il quale intreccia presto un rapporto di simpatia con Pinuccia, che finisce per innamorarsene e inizia a temere per il futuro del suo matrimonio. Lila, riprendendo a leggere dopo tanti anni, attira l'attenzione di Nino: durante una nuotata i due si allontanano da Elena, che scoprirà da parte dell'amica stessa che Nino l'ha baciata.
- Altri interpreti: Federica Barbuto (Clelia Sarratore, 14 anni), Catello Buonomo (Pino Sarratore, 15 anni), Francesco Coraggio (quarto figlio Cerullo), Fabrizio Cottone (Alfonso Carracci), Miriam D'Angelo (Marisa Sarratore), Patrizia Di Martino (Rosa Spagnuolo), Giuseppe Donnarumma (terzo figlio Cerullo), Elvis Esposito (Marcello Solara), Sarah Falanga (Maria Carracci), Mattia Iapigio (Ciro Sarratore, 8 anni), Rosaria Langellotto (Gigliola Spagnuolo), Alessandro Manna (terzo figlio Spagnuolo), Manuela Massimi (moglie del commerciante di metalli), Antonio Milo (Silvio Solara), Riccardo Palmieri (Gino), Francesca Pezzella (Carmela Peluso), Eric Porcelluzzi (giovane biondo), Mimmo Ruggiero (signor Spagnuolo), Fabrizia Sacchi (Lidia Sarratore), Carlo Tarmati (marinaio barchetta), Emanuele Valenti (Donato Sarratore), Giulio Fazio musicista), Antonio Cinque (musicista).
- Ascolti Italia: telespettatori 6 235 000 – share 30,41%[6].
- Ascolti USA: telespettatori 141 000 – rating 18-49 anni 0,01%[8].

## Il tradimento
- Titolo inglese: The Betrayal
- Diretto da: Alice Rohrwacher
- Scritto da: Elena Ferrante, Francesco Piccolo, Laura Paolucci e Saverio Costanzo

### Trama
A Ischia, Lila si innamora di Nino, fra lo sgomento di Elena che aveva sempre taciuto all'amica di essere innamorata di lui. Nino decide di lasciare Nadia e fa spedire alla stessa Lila la lettera in cui glielo annuncia. Lila è sempre più presa da Nino, e lentamente diventa sempre meno prudente, arrivando a camminare mano a mano con il suo innamorato, fino a quando viene vista da Michele Solara e da Gigliola, che erano arrivati a Ischia per un breve soggiorno. Lila si inventa una bugia con la madre: dice che la maestra Oliviero farà una festa a casa della cugina, le ha invitate e, poiché faranno tardi, resteranno a dormire lì. Inoltre persuade a fatica Elena a sostenere la sua storia perché vuol passare la notte con Nino, che dorme a casa dell'amico Bruno Soccavo.
Così Elena, da sola, va a trovare la cugina della maestra Oliviero, la signora Nella, dove trova la famiglia Sarratore: resta con loro a cena, poi si allontana e va sulla spiaggia. È triste e depressa e, mentre è lì sola con i suoi pensieri, arriva Donato Sarratore, con cui decide di avere un rapporto sessuale, concedendogli la sua verginità, ma chiarendo subito dopo di non voler più avere niente a che fare con lui.
La mattina dopo, Elena passa a casa di Bruno a prendere Lila, e le ragazze tornano insieme a casa. Inaspettatamente trovano Stefano – che era stato informato da Gigliola che la moglie camminava mano nella mano con un altro ragazzo – che, inferocito, chiede spiegazioni: Lila riesce a convincerlo che sono maldicenze di Gigliola, gelosa perché Michele Solara vorrebbe Lila nel negozio e non Gigliola stessa. Stefano sembra crederci e si arrende ancora, ma ordina a tutti di fare i bagagli, e il giorno dopo i tre partono in fretta e furia per Napoli.
- Altri interpreti: Federica Barbuto (Clelia Sarratore, 14 anni), Catello Buonomo (Pino Sarratore, 15 anni), Mattia Iapigio (Ciro Sarratore, 8 anni), Rosaria Langellotto (Gigliola Spagnuolo), Fabrizia Sacchi (Lidia Sarratore), Claudio Staiano (cameriere Bar Ischia), Carlo Tarmati (marinaio barchetta), Emanuele Valenti (Donato Sarratore), Pierluigi Cinnirella (membro della band musicale), Leonardo Gazzurro (membro della band musicale), Lamberto Ladi (membro della band musicale), Francesco Rosati (membro della band musicale), Martina Sciucchino (membro della band musicale).
- Ascolti Italia: telespettatori 6 585 000 – share 24,61%[9].
- Ascolti USA: telespettatori 196 000 – rating 18-49 anni 0,04%[10].

## La rabbia
- Titolo inglese: Rage
- Diretto da: Saverio Costanzo
- Scritto da: Elena Ferrante, Francesco Piccolo, Laura Paolucci e Saverio Costanzo

### Trama
Tornate a Napoli, le due ragazze si perdono di vista: Elena cova del rancore per Lila per via di Nino. Va a trovare Pinuccia, che ha da poco partorito, e da lei apprende che Lila ha iniziato a lavorare nel negozio di scarpe. Uscendo, vede che Enzo e Antonio sono tornati in licenza, ma mentre il primo è sereno e contribuisce alla festa di Sant'Antonio, Antonio è stravolto, e parlandogli si rende conto che è stato congedato anzitempo per disturbi mentali che lo hanno reso e lo rendono tuttora incapace di lavorare. Mentre il falò viene acceso, Elena si accorge che Carmela dal balcone grida qualcosa: accorrendo con Pasquale, Antonio ed Enzo al richiamo dell'amica, entrano in casa Peluso dove Giuseppina si era chiusa in bagno. I ragazzi sfondano la porta e trovano la povera donna impiccata. Elena, guardando il viso trasfigurato della povera signora Peluso, promette a se stessa che riprenderà gli studi con tutto l'impegno possibile, per poter finalmente scappare via "da quello schifo".
Difatti fa un esame di maturità brillante, e un'insegnante le propone di fare il test di ammissione alla Normale di Pisa. Lenù ne parla in famiglia: come al solito il padre la sostiene, la madre è contraria, ma poi le consegna per il viaggio i soldi che la stessa Lenù le aveva dato lavorando. Dimenticando i rancori, Elena va a trovare Lila al negozio di scarpe nella pausa pranzo, e lì scopre che Lila e Nino, nascosto nel retrobottega, continuano a vedersi e ad amarsi: stanno cercando casa insieme e Lila, di nuovo incinta, è decisa a lasciare Stefano. Elena dice loro che proverà l'ammissione alla Normale, suscitando l'interesse di Nino.
Lila a cena affronta Stefano, dicendogli che non lo ama e che non vuole più vivere con lui: minacciandolo con un coltello, riesce a cavarsela con un solo schiaffo, dopo di che fa la valigia, prende i soldi che aveva messo da parte e va via. Lila e Nino iniziano a vivere insieme, mentre Stefano è sempre più disperato: la famiglia Cerullo e la famiglia Carracci si riuniscono, nessuno sa dove sia finita Lila, a qualcuno viene in mente che può essere andata a Pisa da Elena, e Stefano sembra crederci e tranquillizzarsi. Michele Solara invece non ci crede e si infuria con Rino, preoccupato dai mancati guadagni del negozio di scarpe. Quando Antonio, mettendo da parte l'orgoglio, gli chiede di poter lavorare per lui, Michele lo incarica di trovare Lila. L'amore fra Lila e Nino, intanto, durerà solo ventitrè giorni: i due inizialmente sono felici ma dopo una scenata, Nino lascia Lila e va via. Antonio la trova, e trova Nino in procinto di tornare da lei. Cappuccio sfoga la sua rabbia su Sarratore che pesta a sangue come avrebbe volentieri pestato il padre Donato, che aveva reso pazza la mamma. Antonio comunica agli amici Enzo e Pasquale la situazione, e mentre Pasquale rompe i rapporti con lui accusandolo di essersi venduto ai Solara, Enzo si offre di andare a trovare Lila prima che ci vada Michele.
Enzo, confessandole di essere innamorato di lei da anni, riesce a persuaderla a tornare a casa da Stefano, e prima di lasciarla, le promette che se il marito non la tratterà bene, sarà lui stesso che tornerà a riprenderla, dicendosi disposto anche ad ucciderlo. Lila viene ben accolta da Stefano, che è ancora più felice quando lei gli dice di essere in stato interessante: ma viene subito gelato da Lila che gli dice che il figlio non è suo.
- Altri interpreti: Consiglia Aprovidolo (condomina), Matteo Castaldo (Peppe Greco, 12 anni), Anna Cerchia (condomina), Valentina Ceriello (condomina), Fabiana Ciancio (condomina), Dodi Conti (professoressa di italiano), Fabrizio Cottone (Alfonso Carracci), Miriam D'Angelo (Marisa Sarratore), Ciro D'Errico (intervistatore), Enrico D'Errico (Pier Paolo Pasolini), Evelina De Felice (condomina), Pina Di Gennaro (Melina Cappuccio), Loredana Di Martino (condomina), Elvis Esposito (Marcello Solara), Sarah Falanga (Maria Carracci), Cristina Fraticola (Elisa Greco, 9 anni), Giuseppe Gavazzi (giocatore Bar Solara), Raffaele Nocerino (Gianni Greco, 11 anni), Francesca Pezzella (Carmela Peluso), Valeria Pighetti (vicina di casa dei Peluso), Matteo Taurino (terzo figlio Cappuccio), Ilenia Zanfardino (quarta figlia Cappuccio), Lia Zinno (Giuseppina Peluso).
- Ascolti Italia: telespettatori 6 053 000 – share 28,98%[9].
- Ascolti USA: telespettatori 134 000 – rating 18-49 anni 0,01%[11].

## I fantasmi
- Titolo inglese: The Secret Notebooks
- Diretto da: Saverio Costanzo
- Scritto da: Elena Ferrante, Francesco Piccolo, Laura Paolucci e Saverio Costanzo

### Trama
Elena si trasferisce a Pisa, dove conosce Franco Mari, un giovane e ricco studente con cui ha una relazione: Franco è uno spirito irrequieto e turbolento, e dopo un esame andato male perde il posto alla Normale e decide di lasciare Pisa e fidanzata. A letto per una forte influenza, Lenù riceve l'inaspettata visita della madre e, non avendo altro da fare, legge tutto d'un fiato i diari che Lila le aveva consegnato l'ultima volta che era andata a trovarla.
In quelle pagine l'amica racconta la sua vita: da quando tornò da Stefano incinta, si chiuse in casa senza voler vedere alcuno e pressata da tutti (a cominciare dal fratello e da Michele Solara) fino al parto: lì, nonostante le vibranti proteste del marito, che voleva chiamare il figlio Achille, Lila riuscì a spuntarla chiamando il bambino Gennaro, come suo fratello. Lila e Stefano intanto si allontanavano sempre di più: Lila divenne una mamma molto attenta e preoccupata soprattutto di dare, al figlio e al nipote, i giusti input cognitivi per stimolare la loro crescita intellettiva; mentre Stefano, sempre più preoccupato dalle questioni economiche, arrivò a cacciare di casa a calci il cognato Rino, e solo grazie all'intervento della moglie non ammazzò di botte anche il loro piccolo nipotino Dino.
Nei diari Lila raccontava che Michele Solara le proponeva di andare a vivere con lui, rivelandole anche che Stefano, dai tempi di Ischia, aveva una relazione con Ada Cappuccio, che Lila in precedenza aveva assunto nella salumeria. Lila non è gelosa ma terrorizzata, per se stessa e per il figlio: così, quando Elena va a trovarla, le consegna la scatola con tutti i diari e le chiede di riferire a Enzo che teme che Stefano possa avere reazioni inconsulte. Elena sul momento non capisce, ma leggendo poi questi diari rimette a posto tanti tasselli del mistero che è Lila, riuscendo a comprendere tante cose dell'amica, e dell'inferno che ha dovuto passare per anni.
- Altri interpreti: Giustiniano Alpi (Rolando Berti), Alessandro Bertoncini (Carlo Fortini), Daniel Campagna (Gennaro Carracci, 1 anno), Fabrizio Cottone (Alfonso Carracci), Sarah Falanga (Maria Carracci), Giada Fasoli (ragazza del collegio), Gianluca Ferrato (professore all'esame di Franco Mari), Alessandro Mannini (amico della ragazza romana), Francesca Pezzella (Carmela Peluso), Elisabetta Puletti (commessa del negozio di vestiti), Claudia Raboni (ragazza romana), Francesco Saggiomo (Dino Cerullo, 2 anni), Salvatore Scotto D'Apollonia (cliente del calzaturificio), Ilaria Zanotti (Giulia Cristaldi).
- Ascolti Italia: telespettatori 7 110 000 – share 25,81%[12].
- Ascolti USA: telespettatori 159 000 – rating 18-49 anni 0,02%[13].

## La fata blu
- Titolo inglese: The Blue Fairy
- Diretto da: Saverio Costanzo
- Scritto da: Elena Ferrante, Francesco Piccolo, Laura Paolucci e Saverio Costanzo

### Trama
Elena si butta nello studio e fa un brillante percorso universitario: senza Franco Mari però torna a essere sola e soprattutto ad avere paura e a continuare ad essere presa in giro per il suo accento e le sue origini meridionali: chiusa in sé, scrive di getto un racconto. In più incontra Pietro Airota, altro giovane e brillante studente anche lui prossimo alla laurea: Pietro è profondamente attratto da Elena e un giorno la porta a pranzo fuori con la sua famiglia; il padre è un grosso nome del mondo accademico, molto rispettato e conosciuto, la mamma è una editrice altrettanto famosa. Il professor Airota si offre di aiutare Elena, ma Pietro lo ringrazia dicendo che non è necessario. Si laurea così con 110 e lode e Pietro le regala un diamante, rivelandole così il suo amore e il suo desiderio di sposarla; Elena allora gli dà il suo manoscritto e torna a Napoli, dove soprattutto il padre la accoglie giustamente inorgoglito.
Da un pacco arrivato a casa sua, Elena apprende che la maestra Oliviero è morta: aveva conservato le brillanti pagelle di Elena delle elementari e soprattutto La fata blu, il racconto che Lila aveva scritto a soli 10 anni. Elena commossa lo legge e incredula scopre che la maestra ne era rimasta entusiasta, anche se non lo aveva mai dato a vedere. Dopo qualche giorno, Pietro al telefono le comunica che la mamma, cui ha dato da leggere il libro, vuole pubblicarlo. Ancora molto addolorata per la morte della maestra, Elena si mette alla ricerca di Lila, e così incontra Ada, che le racconta cosa era successo: quando si era resa conto di essere incinta, era andata a casa di Lila per affrontarla; il loro primo incontro era stato burrascoso, nel secondo Ada aveva confessato a Lila di essere incinta di Stefano e che avrebbe voluto restare a casa di Stefano con lui e con il loro figlio in arrivo. Enzo, fedele alla promessa fatta, era andato a prendere Lila, che aveva fatto una piccola valigia, raccolto qualche libro ed era andata via con lui e Gennaro, lasciandosi alle spalle tutti i simboli della vita privilegiata che spettava alla signora Carracci, compresi vestiti e gioielli: lasciò il suo indirizzo ad Ada e si chiuse per sempre la porta di casa alle spalle.
Elena si reca quindi a quell'indirizzo, dove una vicina premurosa bada a Gennarino, mentre Lila ed Enzo lavorano: Lila lavora al salumificio Soccavo ed Elena va subito a trovarla. Non è più la bellissima, elegante e ammirata signora Carracci: è un'operaia febbricitante, ferita e stanca, ma perlomeno non è nemmeno più vittima delle percosse e degli stupri del marito; le due amiche si abbracciano spinte dall'affetto di sempre: non c'è più alcuna invidia reciproca, ma Lila è sinceramente felice di vedere Elena fidanzata e nel sapere che le pubblicheranno un libro (anche se si lascia sfuggire un commento sarcastico), Elena è sinceramente angosciata nel vedere in che situazioni sta Lila, che però, nonostante la lancinante stanchezza, sembra vivere serena, studiando matematica con Enzo dopo cena.
La informa della morte della maestra e le dà il suo vecchio libro, che però Lila, dopo l'allontanamento dell'amica, getta nel fuoco. Elena riparte da Napoli chiamata dalla casa editrice e alla presentazione del suo libro un lettore la attacca sulla parte scabrosa del testo, e con grande sorpresa di Elena stessa, viene difesa da un altro lettore: Nino Sarratore.
- Altri interpreti: Ciro Alario (giocatore Bar Solara), Antonio Alfano (uomo basso collega di Lila), Consiglia Aprovidolo (condomina), Andrea Avagliano (operaio fabbrica Soccavo), Maria Rosaria Bozzon (Titina), Gaia Buongiovanni (Elisa Greco, 13 anni), Daniele Cacciatore (Peppe Greco, 15 anni), Bianca Ceravolo (amica di Elena a Pisa), Anna Cerchia (condomina), Valentina Ceriello (condomina), Fabiana Ciancio (condomina), Pasquale Ciotola (operaio fabbrica Soccavo), Giuseppe Cortese (Gennaro Carracci, 3 anni), Evelina De Felice (condomina), Davide De Lucia (Gianni Greco, 14 anni), Elisa Del Genio (Elena Greco, 10 anni), Chiara Di Costanzo (condomina), Pina Di Gennaro (Melina Cappuccio), Loredana Di Martino (condomina), Elvis Esposito (Marcello Solara), Giada Fasoli (ragazza del collegio), Giuseppe Gavazzi (giocatore Bar Solara), Danilo Giulietti (presidente della commissione di laurea di Elena), Rosaria Langellotto (Gigliola Spagnuolo), Alessandro Mannini (amico della ragazza romana), Giulia Mazzarino (Maria Rosa Airota), Luigi Moretti (professore all'esame di Elena), Ludovica Nasti (Raffaella Cerullo, 10 anni), Claudia Raboni (ragazza romana), Paolo Serra (signore alla presentazione del libro), Maurizio Tabani (professor Tarratano), Paolo Tarallo (guardiano fabbrica Soccavo), Gabriele Vacis (Guido Airota).
- Ascolti Italia: telespettatori 6 757 000 – share 31,05%[12].
- Ascolti USA: telespettatori 130 000 – rating 18-49 anni 0,01%[14].